# Теренинский сельский округ (Московская область)
Теренинский сельский округ — упразднённая административно-территориальная единица, существовавшая на территории Павлово-Посадского района Московской области в 1994—2002 годах.
Теренинский сельсовет был образован в первые годы советской власти. По данным 1919 года он входил в состав Теренинской волости Богородского уезда Московской губернии.
5 января 1921 года Теренинская волость была передана в Орехово-Зуевский уезд.
В 1924 году к Теренинскому с/с был присоединён Ефимовский с/с, но уже 4 ноября 1925 года он был выделен обратно.
В 1926 году к Теренинскому с/с вновь был присоединён Ефимовский с/с.
В 1929 году Теренинский с/с был переименован в Теренинско-Ефимовский с/с.
В 1926 году Теренинский с/с включал деревни Ефимово и Теренино.
В 1929 году Теренинско-Ефимовский сельсовет вошёл в состав Павлово-Посадского района Орехово-Зуевского округа Московской области. При этом он был объединён с Логиновским с/с в Теренинский с/с.
13 ноября 1931 года к Теренинскому с/с был присоединён Козловский с/с.
22 июня 1954 года из Теренинского с/с в Улитинский было передано селение Бывалино.
3 июня 1959 года Павлово-Посадский район был упразднён и Теренинский с/с вошёл в Ногинский район.
1 февраля 1963 года Ногинский район был упразднён и Теренинский с/с вошёл в Орехово-Зуевский сельский район. 11 января 1965 года Теренинский с/с был возвращён в восстановленный Павлово-Посадский район.
28 января 1977 года центр Теренинского с/с был перенесён в селение Ефимово.
3 февраля 1994 года Теренинский с/с был преобразован в Теренинский сельский округ
18 октября 2002 года Теренинский с/о был упразднён, а его территория передана в Улитинский сельский округ.